# (20156) Herbwindolf
(20156) Herbwindolf (1996 TU11) – planetoida z pasa głównego asteroid okrążająca Słońce w ciągu 3,43 lat w średniej odległości 2,27 j.a. Odkryta 13 października 1996 roku.